# Saint-Maurice-lès-Châteauneuf
Saint-Maurice-lès-Châteauneuf é uma comuna francesa na região administrativa de Borgonha-Franco-Condado, no departamento Saône-et-Loire. Estende-se por uma área de 10,76 km². Em 2010 a comuna tinha 580 habitantes (densidade: 53,9 hab./km²).